# 湖州市
湖州市（吳語湖州音：Wu cieu），简称湖，古称乌程、吴兴，是中华人民共和国浙江省下轄的地級市，位于浙江省北部。市境东邻嘉兴市，南接杭州市，西界安徽省宣城市，北临太湖与江苏省常州大小椒山、无锡市、苏州市接壤。地处太湖南岸，浙北丘陵区与杭嘉湖平原交接带。东苕溪、西苕溪自南往北流贯，于城区汇合成苕溪注入太湖，市人民政府驻吴兴区仁皇山路666号。湖州是国家历史文化名城，长江三角洲城市群成员，亦是蠶鄉，世界絲綢文明的發祥地之一，中國四大綢都之一，素有“湖絲衣天下”之說。

## 歷史

### 行政沿革

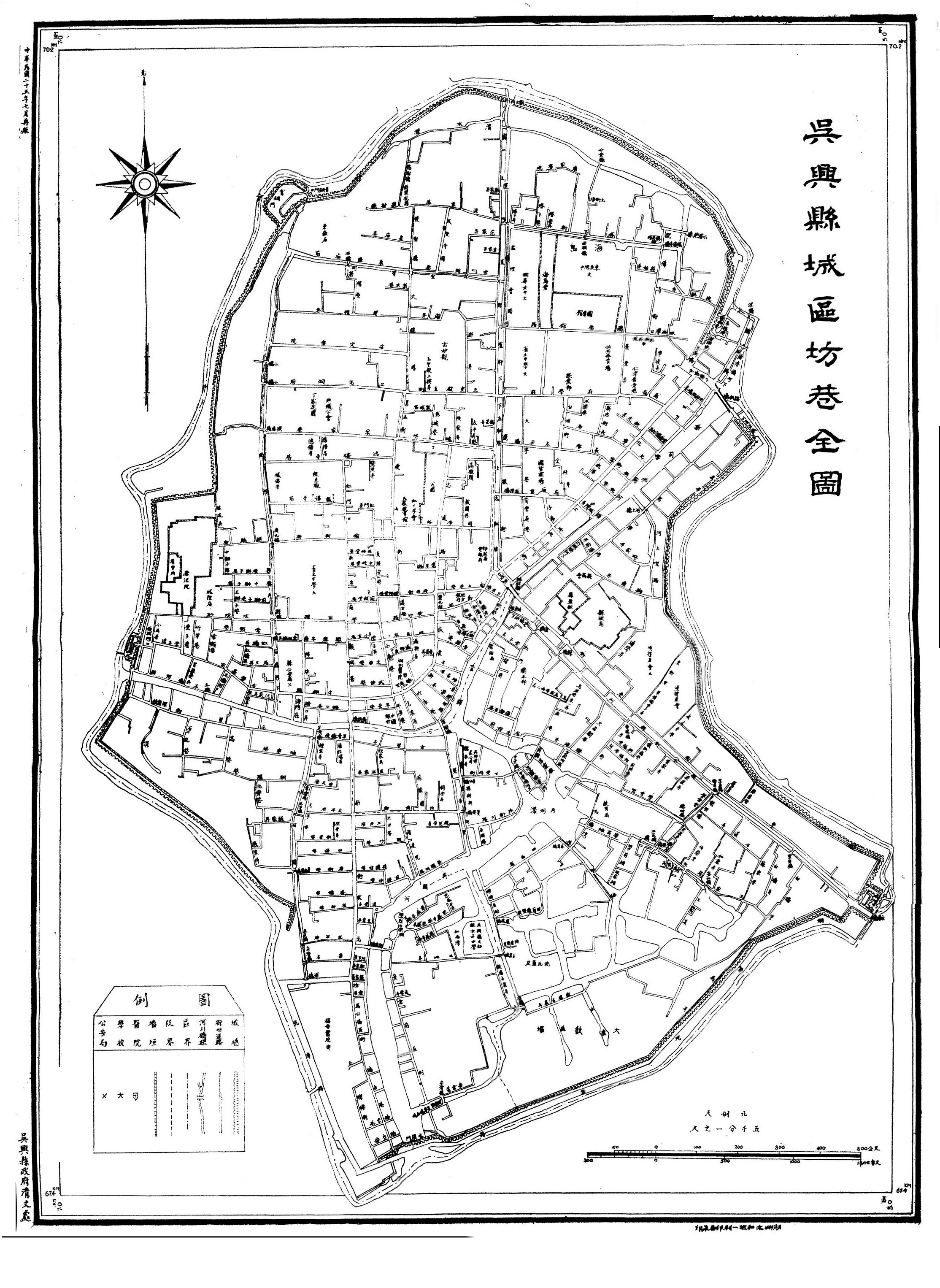
1936年版《吳興縣城區坊巷全圖》

古屬揚州之域。周武王十一年（前1066年）湖州地屬越國，周敬王二十六年（前494年），吳败越，属吳國。周元王三年（前473年）越滅吳，地屬越國。周顯王三十五年（前334年）楚滅越，地屬楚國。楚考烈王十五年（前248年），春申君黃歇徙封於此，在此築城，始置「菰城縣」，以澤多菰草故名，遺址在今吳興區雲巢窯頭村。
秦王政二十五年（前222年）置烏程縣。前206年項羽在吳中（今江苏苏州）起兵，自立西楚霸王，起兵前在今湖城中心建「項王城」。西漢初年，湖州在吳王劉濞封地之內。三國吳甘露二年（266年）孫皓取孙吳興盛之意置「吳興郡」，為吳興名稱之始。至南朝，吳興郡轄地包括今湖州全境及陽羨(今宜興)等縣。
隋仁壽二年（602年），以地濱太湖而名「湖州」，為湖州名稱之始。唐代湖州「吳興郡」為上郡。武德四年，以烏程縣置。戶數73360，人口477698。轄縣五：烏程、武康、長城、安吉、德清。五代後梁開平二年（908年），吳越王錢镠為避後梁太祖朱溫父親朱誠諱，改長城縣為長興縣。
宋代屬兩浙路十二州之一，「湖州吳興郡」，景祐元年，升「昭慶軍節度」。寶慶元年，改「安吉州」，崇寧年間戶數162335，人口361689。轄縣六：烏程、歸安（太平興國七年置）、安吉、長興、德清、武康。
元代，湖州屬江浙行省「湖州路」。至元十三年，升安吉州為湖州路。戶數254345。領司一、縣五、州一：錄事司、烏程、歸安、安吉、德清、武康、長興州（元貞元年，升長興縣為為州）。
明太祖丙午年十一月（1366年）為「湖州府」，直隸京師。十四年十一月（1381年）改隸浙江。領州一，縣六：烏程、歸安、長興（1357年改名長興州為長官州，1362年複曰長興。洪武二年降為縣）、德清、武康、安吉州（正德元年升為州，領孝豐縣）。
清「湖州府」：隸杭嘉湖道。乾隆三十八年，改安吉為縣。領縣七。烏程、歸安、長興、德清、武康、安吉、孝豐。
民國元年（1912年）一月烏程、歸安二縣合併為「吳興縣」。二月湖屬各縣直隸於省。
中華人民共和國成立後，先後設浙江第一專區、嘉興專區和嘉興地區，治所長期設在湖州。1949年於吳興縣城區置吳興市，1950年改為「湖州市」。1962年撤銷，1970年複置。1981年撤銷吳興縣併入湖州市。1983年10月，撤地建市建湖州、嘉興兩個省轄市。現在的湖州市轄吳興、南潯兩個市轄區及長興、德清、安吉三縣。　　

### 大事紀
- 《史記》載，項羽與其叔項梁“避仇於吳中”，唐顏真卿在《項王廟碑陰述》中說：“吳中，蓋今之湖州也。”項羽起兵反秦，所舉之兵都在烏程的賓客弟子和附近各縣收得，號“烏程兵”。於下菰城北建項王城，屯兵弁山。
- 晉永和中（約350年前後），郡守殷康發民開東塘，溉田千頃，以地多蘆荻，因名荻塘。
- 唐武德元年（618年），隋吳興太守沈法興以討宇文化及為名，起兵陷餘杭、毗陵、丹揚等縣，稱江南道大總管，置百官，三年（620年）敗亡。
- 唐大曆五年（770年），湖州府長興縣顧渚山紫筍茶列為歲貢，限每年清明節前送達京都，時稱“急程茶”。
- 唐建中元年（780年），陸羽在湖州纂成《茶經》。
- 唐乾寧四年（897年）九月，錢鏐攻克湖州，州刺史（時稱忠國軍節度使）李繼徽出奔淮南依楊行密。
- 梁開平三年（909年），十月，州刺史高澧在開元寺殘殺百姓，激起民變；恣殺州民3000人。吳越王錢鏐欲誅澧，澧以州叛。錢鏐命弟錢鏢討平，鏢任為湖州刺史。
- 宋寶元二年（1039年）知州事滕宗諒奏准建州學。胡瑗執教湖州，經學治事並重。慶曆間，宋廷取為太學之法，世稱“湖學”。
- 北宋元豐二年（1079年）四月，蘇軾出知湖州。抵任甫3月，“烏臺詩案”發，系獄。
- 南宋建炎三年（1129年），岳飛在長興纏嶺、將軍山與金兵鏖戰，“六戰六捷”，俘金軍首領四十餘，退之。
- 南宋寶慶元年(1225年)正月，應不滿史彌遠擅行廢立，湖州太學生潘壬、潘丙兄弟等組織太湖漁民和巡卒數十人，乘夜入城，強加黃袍於濟王趙竑身，趙竑被迫既位，不日即被平定，稱“霅川之變”。
- 南宋德祐元年（1275年）十月，元將孟古岱攻佔湖城，宋太守趙良淳自縊死。
- 元至正十六年（1356年）四月，張士誠部攻佔湖州，改稱吳興郡，以潘源明為左丞，鎮吳興。二十六年（1366年）八月，朱元璋將徐達、常遇春取浙西，與潘源明激戰於城郊，旋克之，改吳興郡為湖州府。
- 南明義軍金攻玉抗清，兩度佔領湖州府城。清總鎮張士元到湖州任湖協副將，金攻玉退守長興敗亡。
- 清咸豐十年（1860年）2月，太平軍李秀成部進逼湖州，鄉賢趙景賢辦民團堅守。同治元年（1862年）正月至五月，太平軍譚紹光部圍攻湖州並陷之，趙景賢死節；緊接洪仁玕召開湖州會議，討論太平天國若戰敗撤逃路線事宜。三年（1864年）六月二十七日幼天王洪天貴福抵湖，湖州成天國最後據點。太平軍與清軍及常捷軍大戰後，幹王洪仁玕和幼天王被迫逃離，旋被俘，7月27日湖州戰役結束。
- 民國元年(1912年)湖州全境光復，成立以沈譜琴為首的湖州臨時軍政分府。
- 民國4年(1915年)南潯梅恒裕、邱天成、吳其昌、李恒德等6家絲經行的輯裡湖絲在巴拿馬國際博覽會上獲金牌獎。
- 民國6年(1917年)5月18日，原滬督陳英士靈柩從滬運回湖城，歸葬城南峴山南麓。
- 民國8年(1919年)5月9日，湖州省立第三師範、省立第三中學、海島中學、湖郡女中等到七所中等學校學生集會，聲援北京“五四”運動。
- 民國17年(1928年)12月2日，工商部舉辦中華國貨展覽會，定當日為「湖州日」，宣傳生產、推廣使用國貨。
- 民國26年(1937年)，日軍佔領湖州，湖州軍民抗日。國軍第十七師少將副師長夏國璋率部在湖城東門外阻擊日軍進犯時陣亡。
- 民國34年（1945年）1月13日，中共蘇浙軍區成立，粟裕任司令員，譚震林任政委。軍部設長興溫塘。10月8日在湖城海島舉行接受日軍投降儀式。
- 民國38年（1949年）中國人民解放軍第十兵團二十八軍八十三師佔領湖城。國民政府浙江第一行政督察區專員兼保安司令於樹巒投降。

## 地理

湖州在中國的位置

湖州市地處浙江北部，太湖南岸，北臨太湖，是唯一因太湖而得名的城市，西北及東北部分別與江蘇常州市武进区大小椒山隔湖相望、無錫市宜興及蘇州市吳江接壤，西接安徽宣州市，東接嘉興市，與上海相去不遠，南依天目山與杭州為鄰。東部為河網密集的典型江南水鄉，中部為丘陵，西部安吉縣境內山勢雄竣，境內最高峰龍王山海拔1587.4米。地理座標為北緯30°23′-31°11′，東經119°14′-120°29′。湖州、嘉興、杭州的平原地帶被稱为杭嘉湖平原，是浙江省乃至全國經濟最發達的地區之一。

### 气候
湖州為典型的江南亞熱帶季風氣候。夏季高温，冬季溫和，四季分明，雨量充沛。全年平均溫度為攝氏16.3度，年降水總量為1303.4毫米。
| 1981–2010年间湖州市的平均气象数据 | 1981–2010年间湖州市的平均气象数据 | 1981–2010年间湖州市的平均气象数据 | 1981–2010年间湖州市的平均气象数据 | 1981–2010年间湖州市的平均气象数据 | 1981–2010年间湖州市的平均气象数据 | 1981–2010年间湖州市的平均气象数据 | 1981–2010年间湖州市的平均气象数据 | 1981–2010年间湖州市的平均气象数据 | 1981–2010年间湖州市的平均气象数据 | 1981–2010年间湖州市的平均气象数据 | 1981–2010年间湖州市的平均气象数据 | 1981–2010年间湖州市的平均气象数据 | 1981–2010年间湖州市的平均气象数据 |
| 月份                              | 1月                               | 2月                               | 3月                               | 4月                               | 5月                               | 6月                               | 7月                               | 8月                               | 9月                               | 10月                              | 11月                              | 12月                              | 全年                              |
| --------------------------------- | --------------------------------- | --------------------------------- | --------------------------------- | --------------------------------- | --------------------------------- | --------------------------------- | --------------------------------- | --------------------------------- | --------------------------------- | --------------------------------- | --------------------------------- | --------------------------------- | --------------------------------- |
| 平均高温 °C（°F）                 | 7.5 (45.5)                        | 9.5 (49.1)                        | 13.9 (57.0)                       | 20.2 (68.4)                       | 25.5 (77.9)                       | 28.4 (83.1)                       | 32.6 (90.7)                       | 31.8 (89.2)                       | 27.3 (81.1)                       | 22.4 (72.3)                       | 16.5 (61.7)                       | 10.4 (50.7)                       | 20.5 (68.9)                       |
| 日均气温 °C（°F）                 | 3.7 (38.7)                        | 5.7 (42.3)                        | 9.7 (49.5)                        | 15.6 (60.1)                       | 21.0 (69.8)                       | 24.5 (76.1)                       | 28.5 (83.3)                       | 27.9 (82.2)                       | 23.6 (74.5)                       | 18.1 (64.6)                       | 11.9 (53.4)                       | 5.9 (42.6)                        | 16.3 (61.4)                       |
| 平均低温 °C（°F）                 | 0.9 (33.6)                        | 2.8 (37.0)                        | 6.4 (43.5)                        | 11.9 (53.4)                       | 17.3 (63.1)                       | 21.5 (70.7)                       | 25.3 (77.5)                       | 25.0 (77.0)                       | 20.8 (69.4)                       | 14.8 (58.6)                       | 8.4 (47.1)                        | 2.6 (36.7)                        | 13.1 (55.6)                       |
| 平均降水量 mm（）                 | 75.5 (2.97)                       | 76.9 (3.03)                       | 121.2 (4.77)                      | 96.6 (3.80)                       | 113.4 (4.46)                      | 203.7 (8.02)                      | 167.1 (6.58)                      | 155.4 (6.12)                      | 109.0 (4.29)                      | 76.2 (3.00)                       | 64.1 (2.52)                       | 44.3 (1.74)                       | 1,303.4 (51.3)                    |
| 平均降水天数                      | 11.4                              | 11.0                              | 15.2                              | 13.7                              | 13.3                              | 14.8                              | 13.7                              | 13.0                              | 12.0                              | 9.5                               | 8.1                               | 7.4                               | 143.1                             |
| 平均相對濕度（％）                | 78                                | 77                                | 76                                | 75                                | 75                                | 81                                | 80                                | 81                                | 82                                | 80                                | 78                                | 76                                | 78                                |
| 月均日照時數                      | 122.4                             | 113.9                             | 125.4                             | 158.2                             | 177.6                             | 157.5                             | 216.2                             | 220.1                             | 164.3                             | 163.4                             | 152.9                             | 149.5                             | 1,921.4                           |
| 来源：中国气象数据网              |                                   |                                   |                                   |                                   |                                   |                                   |                                   |                                   |                                   |                                   |                                   |                                   |                                   |

## 政治

### 现任领导
| 机构     | · 中国共产党 · 湖州市委员会 | 湖州市人民代表大会 常务委员会 | 湖州市人民政府    | · 中国人民政治协商会议 · 湖州市委员会 |
| 职务     | 书记                        | 主任                          | 市长              | 主席                                  |
| -------- | --------------------------- | ----------------------------- | ----------------- | ------------------------------------- |
| 姓名     | 陈浩                        | 孙贤龙                        | 连坤明            | 李上葵                                |
| 民族     | 汉族                        | 汉族                          | 汉族              | 汉族                                  |
| 籍贯     | 浙江省永康市                | 浙江省海宁市                  | 福建省厦门市      | 浙江省苍南县                          |
| 出生日期 | 1969年2月（56歲）           | 1964年3月（61歲）             | 1973年4月（52歲） | 1969年2月（56歲）                     |
| 就任日期 | 2022年4月                   | 2020年4月                     | 2024年10月        | 2022年4月                             |

### 历任领导
| 市委书记 - 吴文谦（1983年8月－1988年6月） - 周国富（1988年6月－1991年3月） - 葛圣平（1991年3月－1993年3月） - 俞国行（1993年3月－1998年2月） - 斯鑫良（1998年2月－2001年4月） - 杨仁争（2001年4月－2004年10月） - 徐福宁（2004年10月－2006年3月） - 孙文友（2006年3月－2012年5月） - 马以（2012年5月－2015年4月） - 裘东耀（2015年4月－2017年2月） - 陈伟俊（2017年2月－2018年2月） - 马晓晖（2018年2月－2021年8月） - 王纲（2021年10月－2022年4月） - 陈浩（2022年4月－） | 市长 - 徐长福（1983年12月－1985年4月） - 费根楠（1985年4月－1987年4月） - 葛圣平（1987年4月－1991年3月） - 袁世鸣（1991年3月－1994年12月） - 唐永富（1994年12月－1997年11月） - 袁荣祥（1997年11月－1999年8月） - 黄坤明（1999年8月－2003年3月） - 黄萌（2003年3月－2007年1月） - 马以（2007年2月－2012年5月） - 金长征（2012年5月－2014年1月） - 陈伟俊（2014年1月－2017年2月） - 钱三雄（2017年2月－2019年12月） - 王纲（2019年12月－2021年10月） - 洪湖鹏（2021年10月－2024年10月） - 连坤明（2024年10月－） |

### 行政區劃
湖州市下轄2個市轄區、3個縣。
- 市轄區：吳興區、南潯區
- 縣：長興縣、德清縣、安吉縣

此外，湖州市还设立以下经济功能区：国家级湖州经济技术开发区、湖州太湖旅游度假区、湖州南太湖高新技术产业园区。
2019年4月30日，浙江省人民政府发文同意设立湖州南太湖新区，范围包括湖州南太湖产业集聚区核心区、湖州经济技术开发区、湖州太湖旅游度假区全部区域，保留原有两块国家级牌子（湖州经济技术开发区、湖州太湖旅游度假区），同步撤销省级以下产业平台牌子。

## 人口
根据2020年第七次全国人口普查，全市常住人口为3,367,579人。同第六次全国人口普查的2,893,542人相比，十年共增加了474,037人，增长16.38%，年平均增长率为1.53%。其中，男性人口为1,746,438人，占总人口的51.86%；女性人口为1,621,141人，占总人口的48.14%。总人口性别比（以女性为100）为107.73。0－14岁的人口为402,018人，占总人口的11.94%；15－59岁的人口为2,246,840人，占总人口的66.72%；60岁及以上的人口为718,721人，占总人口的21.34%，其中65岁及以上的人口为522,540人，占总人口的15.52%。居住在城镇的人口为2,210,571人，占总人口的65.64%；居住在乡村的人口为1,157,008人，占总人口的34.36%。
湖州市2011年末户籍人口261.05万人，其中男性130.17万人、女性130.88万人；非农人口85.17万人，比上年增加2.27万人；60岁以上人口51.12万人，占总人口的19.6%，占比提高0.7个百分点。全年出生人口2.07万人，出生率为7.96‰；死亡人口1.77万人，死亡率为6.79‰；人口自然增长率为1.17‰；计划生育率为98.08%。
根据2010年第六次全国人口普查，全市常住人口为2893542人，同第五次全国人口普查相比，十年共增加267753人，增长10.20%，年平均增长率为0.98%。其中，男性人口为1470472人，占50.82%；女性人口为1423070人，占49.18%。总人口性别比（以女性为100）为103.33。0－14岁人口为337688人，占11.67%；15－59岁人口为2086891人，占72.12%；60岁及以上人口为468963人，占16.21%，其中65岁及以上人口为315037人，占10.89%。居住在城镇的人口为1530418人，占52.89%；居住在乡村的人口为1363124人，占47.11%。

### 民族
全市常住人口中，汉族人口为3,267,747人，占97.04%；各少数民族人口为99,832人，占2.96%。与2010年第六次全国人口普查相比，汉族人口增加419,746人，增长14.74%，占总人口比例下降1.39个百分点；各少数民族人口增加54,291人，增长119.21%，占总人口比例增加1.39个百分点。

### 姓氏

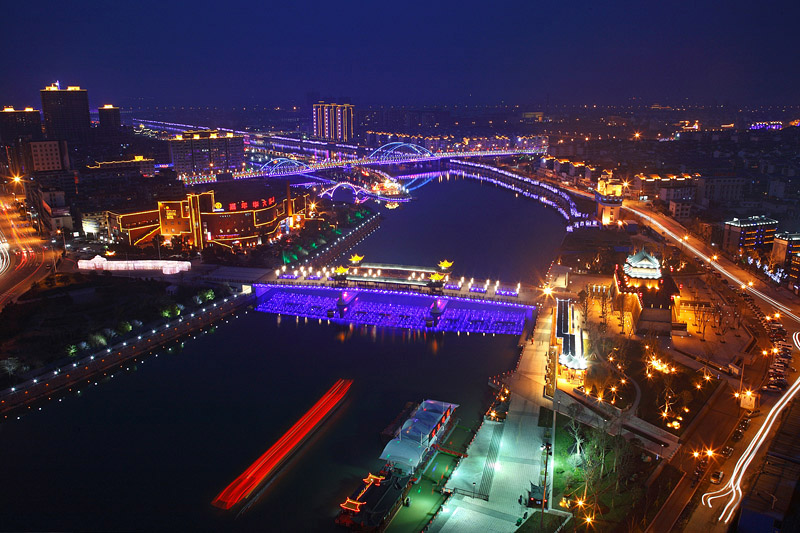
湖州夜景，圖中央為項王公園

湖州古稱吳興、烏程，是沈姓、邱姓、媯姓、余姓、陸姓、施姓、水姓、姚姓、明姓、鈕姓、聞姓的郡望。而複姓歐陽姓一般也被認為源於湖州東郊的升山。
沈姓目前在湖州雖不是人口最多的姓，但吳興沈氏歷史源流綿長而深厚，在六朝時期即為江南士族大姓，由於其名人輩出、人口眾多的原因，一直被奉為湖州的第一大姓。另外，陸、錢、鈕、邱、趙、陳等也是地方上有名望的家族。

### 語言
湖州方言有吳語、官話和客籍三部分組成。其中本地主體方言是湖州話，它屬吳語區太湖片苕溪小片方言，與上海話、蘇州話、杭州話等同屬北吳語區，並與溫州話（南吳語）同屬吳語區。與湖州方言可以基本無障礙交流的其他吳語方言分區包括嘉興、上海、蘇州、杭州、無錫等地，其次為紹興、寧波、常州等地。 苕溪小片方言通行於湖州市吳興區、南潯區、長興、安吉（大部）、德清和杭州市部分地區（包括餘杭區大部、江幹區東部、西湖區西部、拱墅區北部等）
湖州西部的官話人口是太平天國戰爭後的中原移民；客籍方言人口大多為閩南語，係戰後清政府招墾而至的浙南及福建籍人口。
湖州話中保持有不少古漢語及古吳語元素，列如：“爾”（你）、“渠”/“伊”（他）、“廿”（二十）、“汏”（洗）、“囥”（藏）、“隑”（斜靠）、“鑊子”（鍋子）、‘鑊糍”（鍋巴）、“銅錢”（錢）等等。

## 經濟

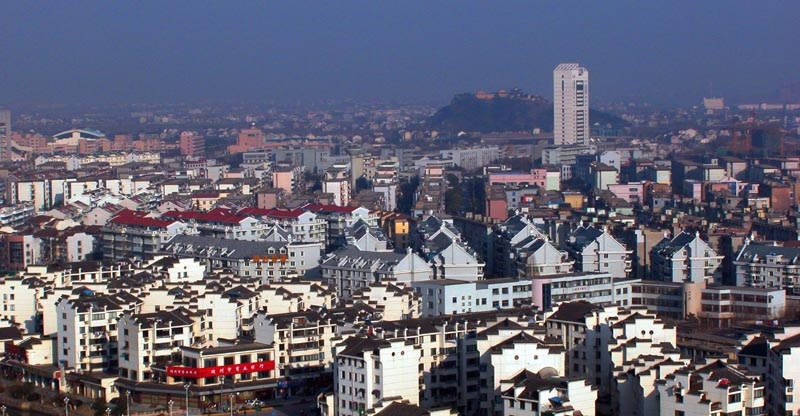
湖州東部遠景（最高樓為湖州廣電大樓，山為毘山）

2022年，湖州市实现地区生产总值3850.0亿元，按可比价计算，比上年增长3.3%。三次产业增加值结构调整为4.2:51.1:44.7。按常住人口计算的人均GDP为112902元，增长2.7%。 
湖州是以上海浦東開發開放為龍頭的長江三角洲地區“先行規劃、先行發展”的14個重點城市之一。2019年，湖州市生产总值（GDP）为3122.4亿元，按可比价格计算，比上年增长7.9%，增速完成年初确定的预期目标（8%左右），高于全省。其中，第一产业增加值133.8亿元，增长2.8%；第二产业增加值1595.4亿元，增长7.6%；第三产业增加值1393.2亿元，增长8.7%。三次产业增加值结构调整为4.3:51.1:44.6，第三产业比重比上年提高0.8个百分点(根据我国GDP核算制度和第四次全国经济普查修订结果，2018年湖州市GDP为2881.2亿元，三次产业增加值结构为4.5:51.7:43.8)。人均GDP为102593元，合1.49万美元。
全年实现财政总收入172.35亿元，其中地方财政收入97.27亿元，分别比上年增长17.5%和21.6%。财政总收入占GDP的比重为13.2%。
湖州擁有一個國家級經濟技術開發區—湖州經濟技術開發區。
- 傳統產業:絲綢、建材

- 新興產業:新型紡織、新型建材、醫藥化工、特色機電、電子資訊、環保產業、航天制造、新能源汽车

- 中國馳名商標:金洲（鋼管）、美欣達（燈芯絨）、珍貝（羊絨衫）、米皇（羊絨衫）、久立（不銹鋼）、諾力（機械）、莫幹山（貼面板）、世友（地板）、久盛（地板）、好運（地板）。

- 其他：中國織裏商城、南潯建材市場、華能長興電廠、長廣煤礦(集團)有限責任公司。

## 交通

### 省道
- 04省道（彭安線）
- 09省道（臨莫線）
- 10省道（長牛線）
- 11省道（鹿唐線）
- 12省道（孝泗線）

### 國道
- 104国道
- 318国道

### 铁路
- 宣杭鐵路（安徽省宣城市 - 浙江省杭州市）
- 新長鐵路（江蘇省徐州市新沂市 - 浙江省湖州市長興縣）
- 長牛鐵路 (浙江省長興縣 - 安徽省廣德縣牛頭山鎮)
- 寧杭客運專線
- 湖蘇滬城際鐵路，建设中
- 乍嘉湖鐵路，規劃中

#### 轨道上的湖州
轨道上的湖州最早提出于2020年湖州政府报告，包括沪苏湖高铁、杭德城际铁路、宁杭高铁二通道、环太湖轨道交通、水乡旅游线、市域和中心城市轨道交通等铁路项目规划建设。该规划目标要求聚焦构建干线铁路、城际铁路、市域铁路、城市轨道交通“四网融合”，加快形成多层次轨道交通一体化发展格局。2020年，湖州市轨道交通集团成立，湖州市委书记马晓辉接受采访时称该集团成立专门为全力打造轨道上的湖州，同年轨道湖州轨道交通集团为轨道上的湖州建设发展进行了招标，2021年，轨道上的湖州建设大会召开，称要建设交通强市，称要聚焦构建干线铁路、城际铁路、市域铁路、城市轨道交通“四网融合”，加快形成多层次轨道交通一体化发展格局。4月,提出轨道上的湖州建设行动方案（2021-2025年），提出建设四三二一工程，计划推进10个轨道交通项目。2022年，如通苏湖城际铁路南浔至长兴段开工。

### 高速公路
- 杭寧高速公路
- 申蘇浙皖高速公路
- 申嘉湖高速公路
- 杭长（宜）高速公路

### 水運
- 湖州港是中國二大內河港口之一
- 長湖申線
- 京杭大運河湖州段

## 教育
- 自唐至清末，湖州境內舉進士1530人，其中狀元16人；
- 湖州籍兩院院士共有22人,位居全國第19位；
- 每萬人大專以上人數207人,位列全國第15位；
- 人均受教育年限7.27年,位列全國第14位；
- 蘇湖教法，由宋代教育家胡瑗創立。

### 高等教育
- 湖州師範學院：湖州師範學院是一所全日制普通本科高等學校。創辦於1958年，1994年開始招收本科生。1999年3月，經國家教育部批准，原湖州師範專科學校、湖州師範學校和湖州教師進修學院合併成立湖州師範學院。2000年5月，原湖州衛生學校併入湖州師範學院。
- 湖州職業技術學院、湖州廣播電視大學。

### 高中學校
- 市區（吳興區、南潯區）：湖州中學、湖州二中、菱湖中學、吳興高級中學、湖州一中、湖州五中、南潯中學、雙林中學、練市中學、埭溪中學、湖州新世紀外國語學校、浙江信息工程學校、湖州藝術設計學校、湖州交通學校、菱湖中專。
  - 湖州中學：創辦於1902年，校名為湖州府中學堂，前身為愛山書院。現為浙江省一級重點中學。
  - 湖州二中：創辦於1901年， 1915年隸屬蘇州東吳大學，1932年更名為“東吳大學吳興附屬中學”，是當時湖州最早的一所完全中學。1952年與湖郡女子中學合併，1958年改稱現名。現為浙江省一級重點中學。
  - 菱湖中學：實業家章榮初創辦於1946年，為浙江省重點中學。
- 長興縣：長興中學、長興金陵中學、長興華盛中學、長興三中、長興職教中心、長興技校。
  - 長興中學：創辦於1940年，時名長興縣戰時初級中學補習學校。現為浙江省一級重點中學。
- 安吉縣：安吉中學、安吉昌高、安吉孝高、安吉振中。
- 德清縣：德清高级中学、德清一中、德清三中、德清求是中學、德清職業中專、湖州技校、德清新市職高、德清綜合高中。

## 軍事
- 湖州是中国人民解放军陆军第七十二集团军軍部駐地，位於滨湖街道，隸屬中国人民解放军东部战区陆军。

## 文化

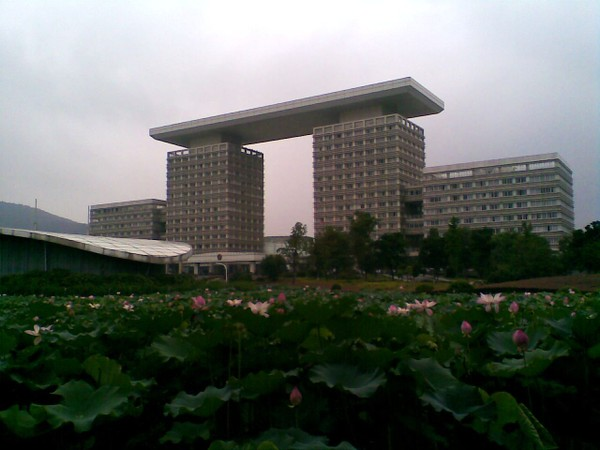
湖州行政中心

湖州別稱還有菰城、西吳、苕上、霅上、苕霅、水雲鄉、水晶宮等。
- 市郊錢山漾遺址出土的蠶絲織物，是迄今為止發現的世界上最古老的蠶絲織物。
- 南潯「輯裏絲」曾獲1910年巴拿馬國際金獎。
- 湖州長興顧渚山曾建有中國歷史上第一座貢茶院，“茶聖”陸羽在此著《茶經》。
- 被列為“文房四寶”之首的湖筆產於湖州善璉。
- 湖州有被中國水利界泰山鄭肇經教授譽為「可與都江堰相媲美」的古代水利工程塘埔圩田系統。
- 菱湖「桑基魚塘」被聯合國糧農組織譽為世界保留最完整、規模最大的生態農業模式。
- 湖州歷來文風鼎盛，曾是宋明以來的刻書業、販書業、藏書業中心之一。嘉業堂藏書樓曾經為江南最大私人藏書樓。
- 湖州絲綢商人曾是清末民初重要的商幫，是浙商的重要幫系。
- 描寫湖州的詩詞
  - 山從天目成群出，水傍太湖分港流。行遍江南清麗地，人生只合住湖州。
——元·戴表元《湖州》
  - 交流四水抱城斜，散作千溪遍萬家。 深處種菱淺種稻，不深不淺種荷花。
——清·阮元《吳興雜詩》

### 藝術
- 湖劇
- 湖州琴書
- 湖州三跳

### 新聞出版
2019年12月9日，湖州日报报业集团（湖州日报社）、湖州广播电视传媒集团（湖州广播电视总台）两家市属媒体机构整合为湖州市新闻传媒中心（湖州市传媒集团有限公司）。湖州市新闻传媒中心旗下拥有原湖州廣播電視传媒集团3套电视节目、3套广播频率、《湖州日報》及《湖州晚報》。

### 重要文化節日
- 中國湖州國際湖筆文化節
- 中國極限運動大賽

## 特產

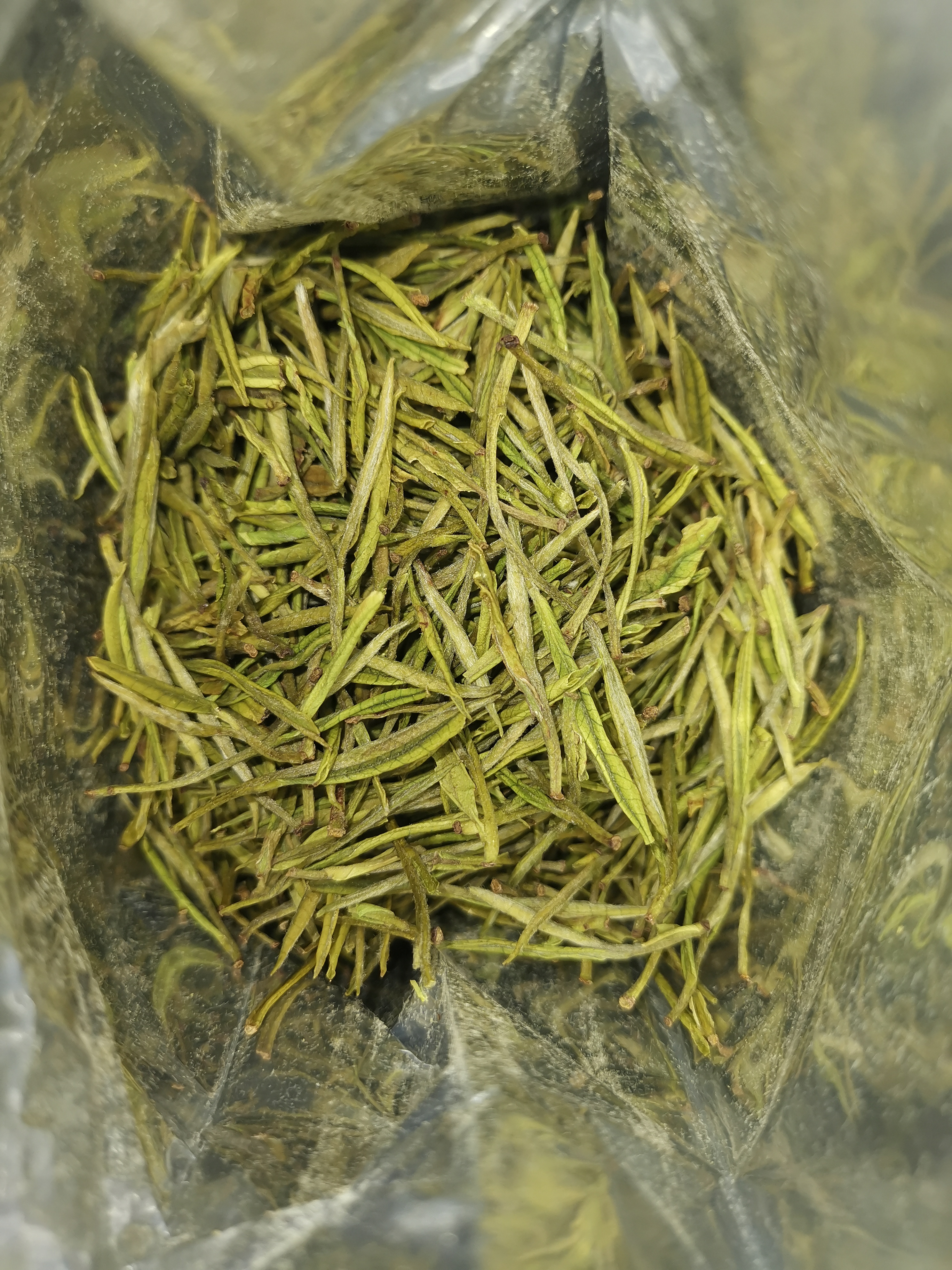
湖州安吉白茶

- 湖州是全國著名的蠶鄉，也是世界絲綢文明的發祥地之一。1958年，在湖州南郊的錢山漾出土了一批4700多年前的絲線、絲帶和沒有碳化的絹片,是世界上發現並已確定的最早的絲綢織物成品。它的發現同時也推翻了黃帝元妃嫘祖(約西元前2550年)發明養蠶的神話傳說。這些絹片已成為浙江絲綢博物館的鎮館之寶。
- 湖州是湖筆的產地。 中國歷史上就有“湖穎之技甲天”的說法，秦朝名將蒙恬來到湖州善璉後，對毛筆做了重大的改革，“納穎於管”，既把筆毛納進竹管內，以披柱法改進毛筆。因為這個傳說，蒙恬被尊為中國制筆業的始祖。
- 湖州是世界茶文化的發祥地之一。茶聖陸羽在湖州寫出了世界上第一部茶文化專著《茶經》，唐朝時湖州茶始特供朝廷，成為世界茶文化的發祥地之一。湖州是唐朝設立的歷史上第一個專門採制宮廷用茶的貢焙院所在地。唐張文規曾作《湖州貢焙新茶》詩云：“鳳輦尋春半醉歸，仙娥進水御簾開。牡丹花笑金鈿動，傳奏湖州紫筍來。”詩中的“湖州紫筍”指的就是湖州長興顧渚山的紫筍貢茶。飲茶之風一起，“茶道”一詞也出現了，它最早發現於唐代著名詩僧、茶僧皎然的茶詩《飲茶歌誚崔石使君》中，這比日本使用茶道一詞早了八百多年。
- 湖州是中國綠茶的重要產區，茶葉品種很多，但最著名的除了紫筍茶，還數獨產於安吉的白茶。白茶為略透明的淡綠色，因芽葉上有細細的白絨而得名。其珍奇之處在於，在數百年裏，白茶都處於野生狀態，而且寥若晨星。現安吉白茶的母本系孤茶一株，長在海拔800米的大溪山深山嶴中，歷盡150年風霜，被稱為“白茶王”，被譽為“中華一絕”。宋徽宗的《大觀茶論》中評價：“點茶之色以純白為上”，“御賜白茶遂為第一”。
- 湖州美食很多。這裏有諸老大的粽子，被譽為“粽子狀元”，有丁蓮芳的千張包子，有周生記餛飩，有震遠同“茶食三珍”，有泗安酥糖，有雙林姑嫂餅，南潯定勝糕，有讓世人驚詫的“百魚宴”，有佳餚爛糊鱔絲、太湖熗白蝦，練市醬羊肉、雙林板羊肉，花鰱頭滾豆腐、雨後地滑苔（菌），有田螺嵌肉，有芽麥塌餅、繡花錦菜，有清汁筍、蓴菜，有名酒箬下春和烏程酒等。

## 旅遊

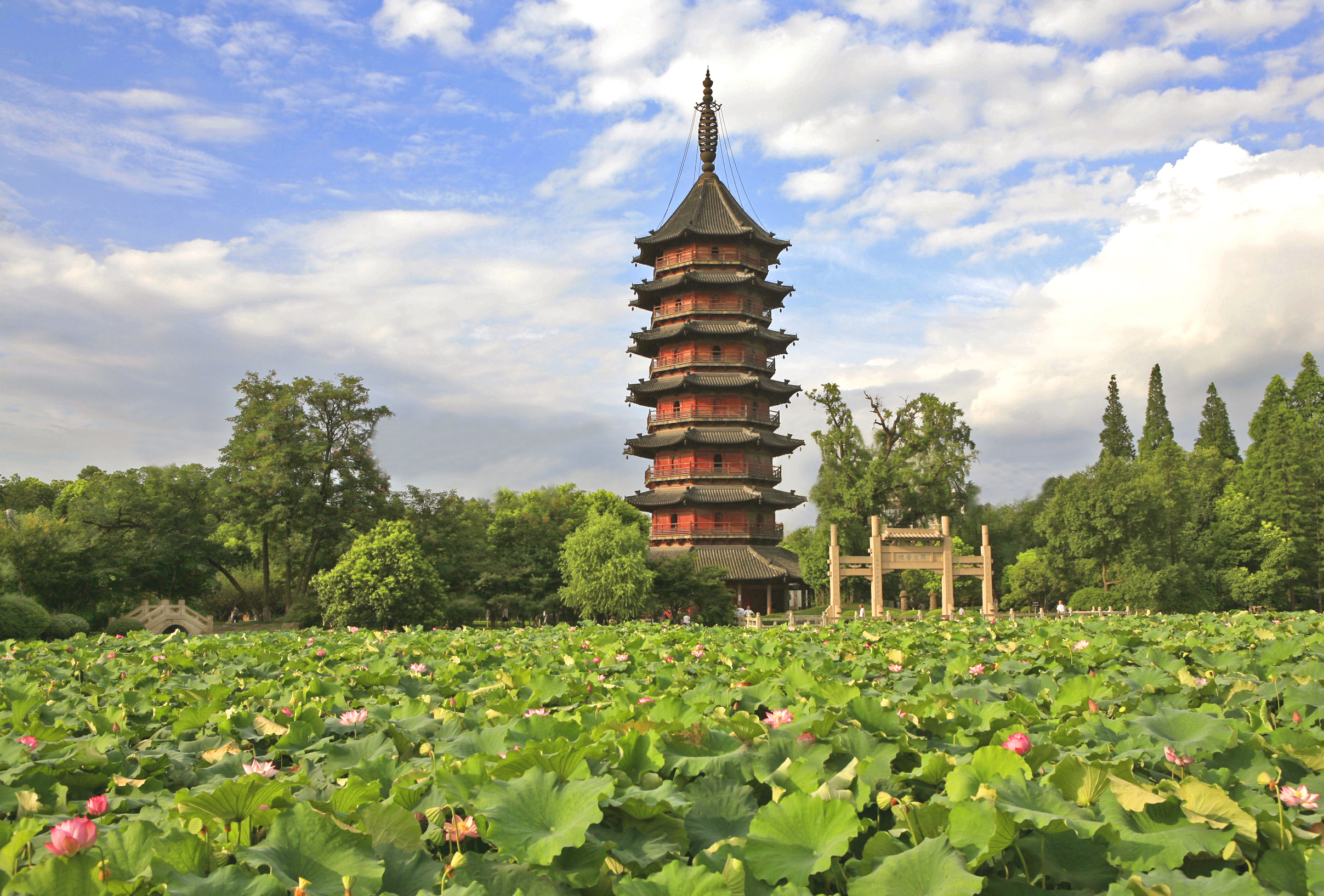
飛英塔

湖州風光獨特，東部小橋流水人家的風情，西部中國竹鄉林海飛瀑高山草甸的風韻。孕育了“太湖、竹鄉、名山、濕地、大宅門、古生態”六大旅遊品牌。
中心城區的飛英塔以塔中有塔而成為全國重點文物保護單位；鐵佛寺中的鐵觀音，以東方維納斯的美譽而名播海外。市郊的吳興八景風采依舊。南潯古鎮是江南名鎮，鎮內景區眾多，如嘉業堂藏書樓、百間樓、張石銘舊居、小蓮莊等。
中國竹鄉安吉，黃浦江源頭的龍王山，全國工業旅遊示範點天荒坪抽水蓄能電站，全國面積最大、竹種齊全的中國竹子博覽園，彷佛是長江三角洲的一條綠色長廊，伴著竹樂清純的旋律，向遊客展示著“綠色生態”的旅遊定位；國家級風景名勝區清涼世界德清莫干山，與廬山、北戴河、雞公山並稱為中國四大避暑勝地。
德清的下渚湖是江南最大的濕地風景區，這是新開發的一個自然生態景區；江南大宅門南潯，以堪稱世界文化遺產的內涵，與德清的千年古鎮新市一起成為水鄉古鎮的標誌。
位於江浙皖三省交界處的長興，以十里古銀杏長廊、“活化石”揚子鱷、第二冰川期遺址金釘子和唐代貢茶紫筍茶而成為古生態的見證。

### 景點
- 南潯古鎮: 小蓮莊、嘉业堂藏书楼

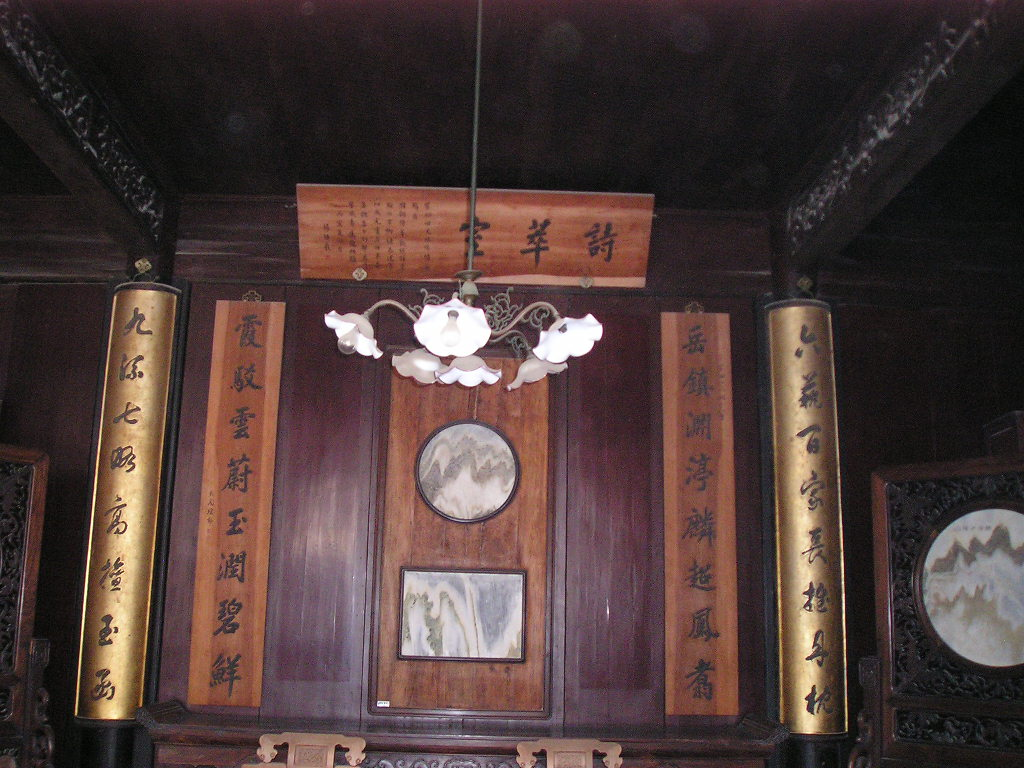
嘉业堂藏书楼诗萃室

- 竹鄉安吉：天荒坪、竹博園、龍王山、大竹海、吳昌碩紀念館、藏龍百瀑
- 莫干山
- 衣裳街歷史文化街區
- 吳興八景
- 太湖旅遊度假區
- 飛英塔
- 原乡小镇：内有小火车，蝴蝶生态科普馆，瀛洲梅园，童心童趣园，高空玻璃桥，骑马场，彩虹滑道[24]
- 錢業會館
- 鐵佛寺
- 陳英士墓與陳氏故居
- 蓮花莊與湖州、湖筆博物館與趙孟頫藝術館
- 長興揚子鱷村、顧渚山茶文化景區、大唐貢茶院、古銀杏長廊

### 名菜

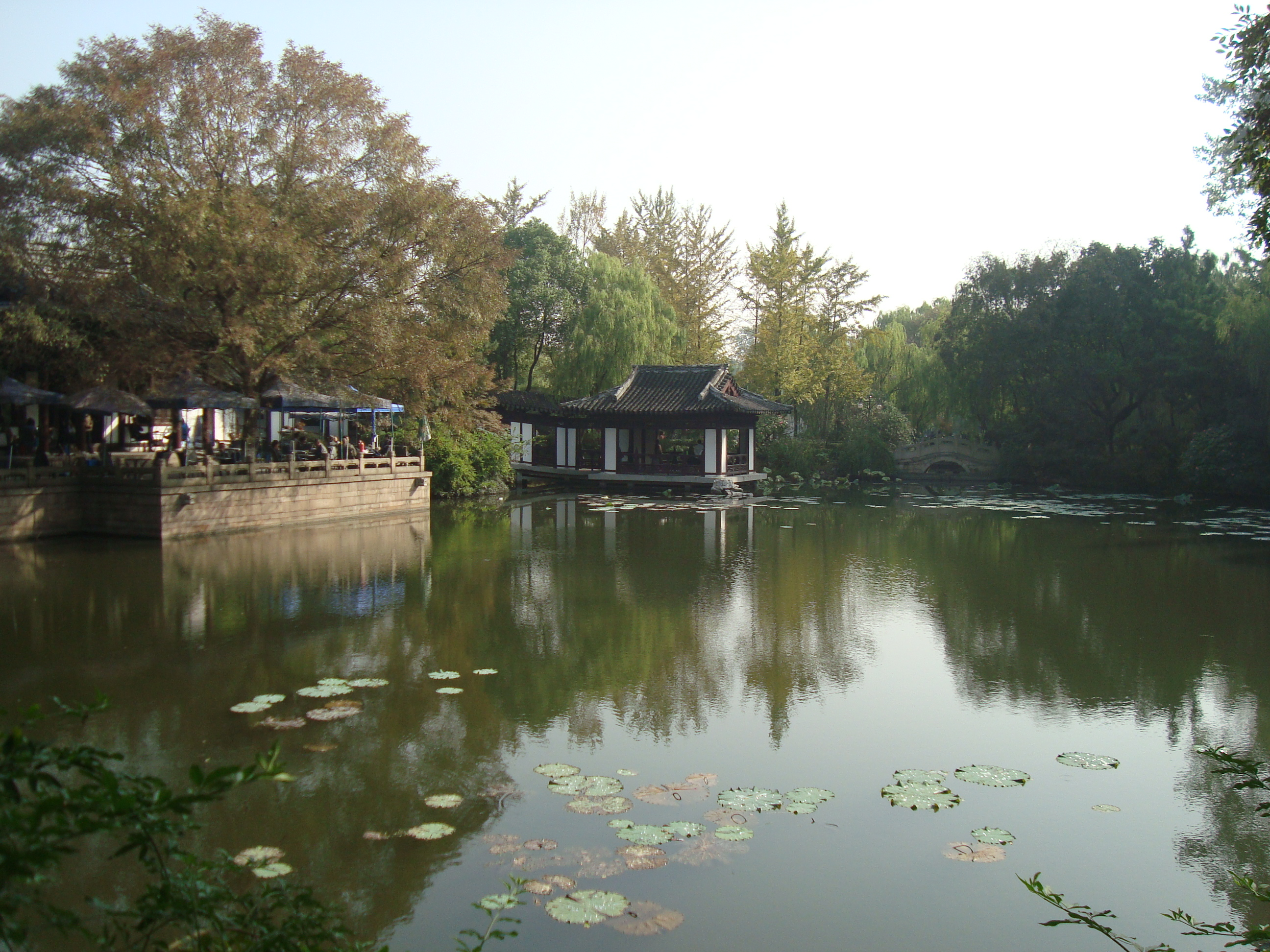
蓮花莊一隅

- 丁蓮芳千張包子，中華老字號
- 諸老大粽子，中華老字號
- 周生記餛飩，中華老字號
- 震遠同茶食三珍，中華老字號
- 百魚宴
- 菱湖刺毛飯圓、雪餃，和孚肉餅
- 新市張一品醬羊肉
- 練市羊肉
- 桔紅糕
- 熏豆茶
- 定勝糕
- 太湖三寶：銀魚、鱭魚、白蝦
- 銀魚羹
- 双林子孙糕、板羊肉

### 全國重點文物保護單位
- 獨松關和古驛道
- 遞鋪城址
- 錢山漾遺址
- 新四軍蘇浙軍區舊址
- 南潯張氏舊宅建築群
- 嘉業堂藏書樓及小蓮莊
- 下菰城遺址
- 飛英塔
- 陳英士墓
- 莫干山別墅群
- 顧渚貢茶院遺址及摩崖
- 安城城牆
- 壽昌橋

## 友好城市

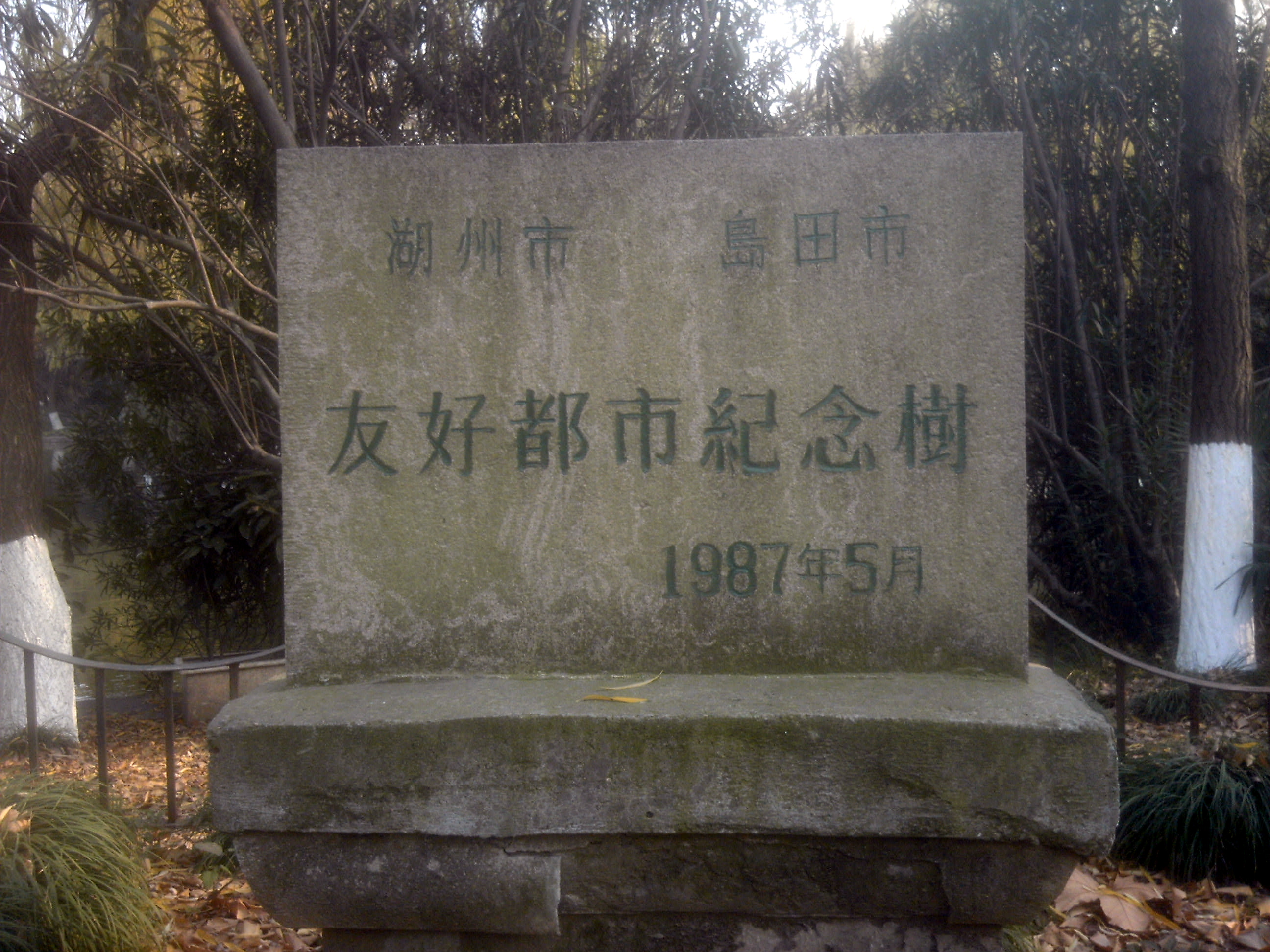
位於蓮花莊內的「湖州市-島田市：友好都市紀念樹」之碑

- 日本靜岡縣島田市 1987年5月30日
- 全羅南道靈岩郡 2003年10月10日
- 法國羅訥-阿爾卑斯大區盧瓦爾省蒙塔日市（又译“蒙达尔纪市”） 2006年2月26日
- 忠清北道清州市 2008年5月
- 維多利亞州亞拉臘市（Ararat）2008年8月27日
- 西班牙馬德里自治區萊加內斯市 2009年10月21日
- 摩洛哥梅克內斯-塔菲拉勒特大區梅克內斯市 2011年3月22日
- 美国印第安那州哥倫布市 2011年9月20日
- 以色列北部區上拿撒勒 2012年7月26日
- 波蘭马佐夫舍省拉多姆市 2012年9月23日
- 俄羅斯聖彼德堡海軍部區 2013年10月13日
- 新南威爾士州莱恩科夫自治市

## 外部連結
- 湖州市人民政府